# 克拉西夫 (利維夫州)
49°36′50″N 24°0′34″E / 49.61389°N 24.00944°E

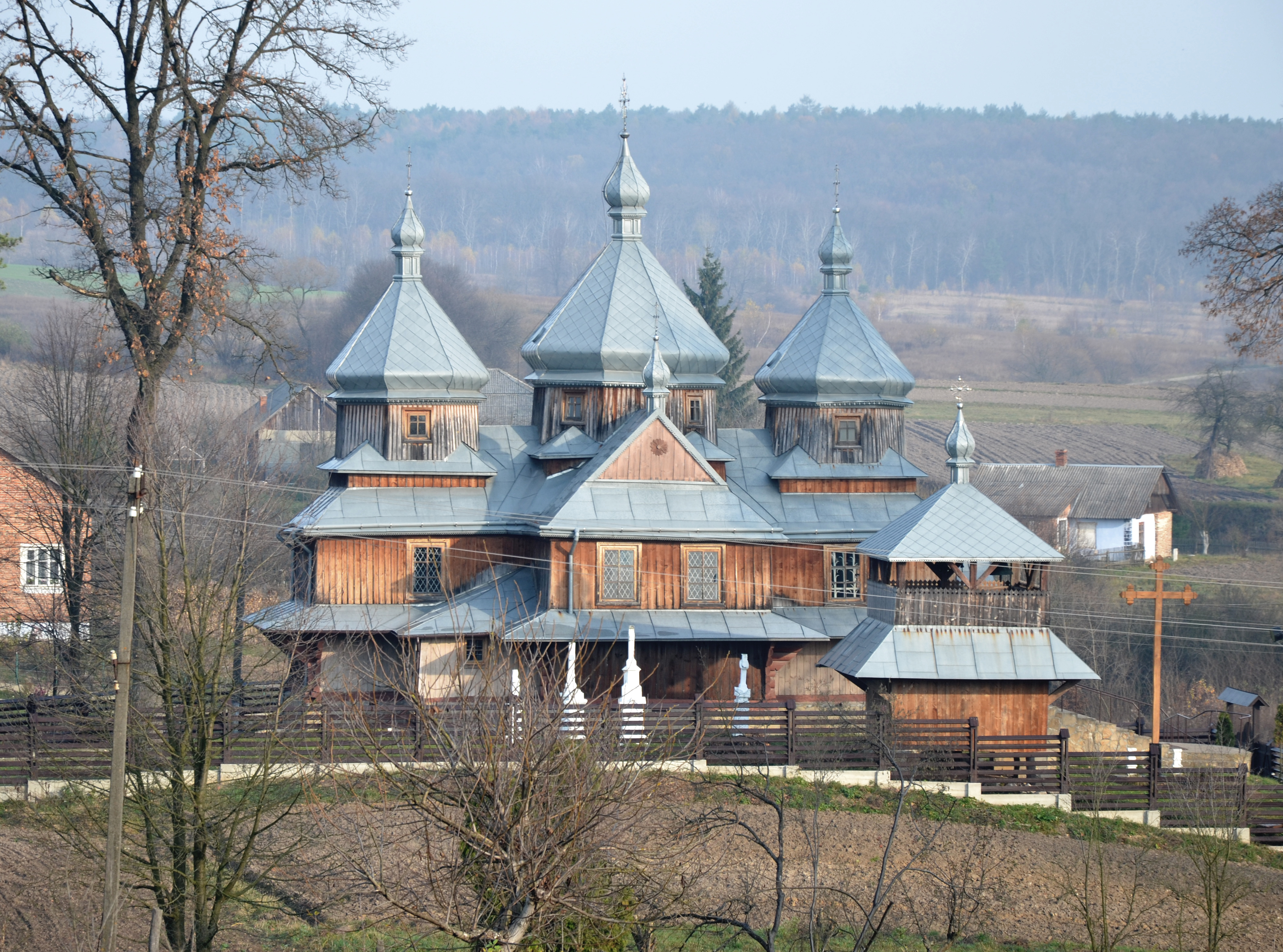
教堂

克拉西夫（烏克蘭語：Красів），是烏克蘭的村庄，位於該國西部利沃夫州，由斯特雷區特羅斯佳內茨市鎮負責管轄，始建於1421年，面積1.5平方公里，海拔高度274米，2015年人口433。